# Pinacia molybdaenalis
Pinacia molybdaenalis är en fjärilsart som beskrevs av Jacob Hübner 1825. Pinacia molybdaenalis ingår i släktet Pinacia och familjen nattflyn. Inga underarter finns listade i Catalogue of Life.